# ジャーク将軍
- 仮面ライダーシリーズ
  - 仮面ライダーBLACK RX > ジャーク将軍
  - 仮面ライダーディケイド > ジャーク将軍
  - 仮面ライダーシリーズ第3期登場怪人一覧 > ジャーク将軍

ジャーク将軍（ジャークしょうぐん）は、東映制作の特撮テレビドラマ『仮面ライダーBLACK RX』および『仮面ライダーディケイド』などに登場するキャラクターである。

## テレビシリーズ

### 『仮面ライダーBLACK RX』
第1話 - 第46話に登場。
クライシス帝国地球攻撃兵団の最高司令官。部下たちとの会話では、基本的に一人称には「余」を用いるが、「私」「儂（わし）」を用いることもある。二人称には「そち」を用いる。金色の頭部が特徴（口の部分はスーツアクターの口があえて露出する造形）。
帝国第一の武人として知られており、自ら前線に立つことは滅多にないが、ひとたび戦いに赴けば複数の仮面ライダーを圧倒するほどの実力を発揮する。仮面ライダーBLACK RXを片手で抑え込むほどの腕力を振るうほか、念動力や異空間の生成といった超能力も駆使する。全身を覆う黄金の鎧は怪魔界の特殊金属製であり、地球の武器では決して傷つくことはない。また、体を動かすと機械音を発する。背中の黒いマントは、バリアーを展開する機能がある。
皇帝から最高司令官の証として与えられた黄金の杖を携えており、平時は指揮棒として扱っているが、打撃に用いたり先端から強力な電撃を放つこともできる。剣を帯びることはあまりないが、技量は達人級であり、ダスマダー大佐の背後から闇討ちを試みたことがある。
信賞必罰に公正であり、失敗や命令違反、抜け駆けなどは厳しく罰する冷徹な面を持つ一方、素性などを問わずに人選を行う聡明な公平さも持ち合わせている。ガロニア姫の死因の真相を伏せるなど部下に対する配慮も見られ、ボスガンが次期将軍の座を狙った際にも寛大な処置を取っている。ダスマダー大佐が現れてからは、彼が大隊長の失敗を責める立場にあるため、さらに部下をかばうことが多くなった。このような性格から、仮面ライダーBLACK RXには最終決戦時に「邪悪な皇帝に仕えたのがお前の不幸だ」と一定の評価を与えられている。その反面冷酷さも併せ持っており、第27話では人質を取ることでRXとシャドームーンの共倒れを画策し、第42話では皇帝から最終時計を送られたことに危機感を募らせ、自身らの保身を図って辺境出身のゲドリアンを見捨てる恣意的な一幕も見られた。
- 声 - 加藤精三（第1話-第44話[3]）、柴田秀勝（第45話・第46話）[3]
- スーツアクター - 高橋利道[3]
- デザインはクラウドが担当[4]。
- 名称は初稿でゼノン司令長官だったが、その後にゼノン司令官と変わってデザイン画が描かれ[4]、決定稿でジャーク将軍となった[5]。

#### ジャークミドラ
『仮面ライダーBLACK RX』第46話に登場。
クライシス最強怪人。ボスガン、ガテゾーン、ゲドリアンという3人の大隊長を失った咎で処刑されかけたジャーク将軍に対し、クライシス皇帝が力を与えた姿。ただし従来の仮面ライダーシリーズに登場した悪の大幹部のように「真の姿」を現したというわけではなく、皇帝の改造による変貌である。ジャークミドラの誕生に際しては目に見える改造手術などは行われず、皇帝が放った電撃でジャーク将軍が爆発した後、残されたマントの中から出現した。
この姿ではダスマダーの命令で行動し、凶暴な振る舞いが目立つなど、ジャーク将軍の時とはいくらかの人格の変化が見られ、一人称も「俺」になっている。ジャーク将軍の姿に戻ることもあり、この時は人格も元に戻るらしく部下の敵討ちを口にする。
当初は黒いマントをまとっていたが、戦闘が始まると脱ぎ捨てて、その中から大剣を取り出した。このミドラー剣は、ロボライダーの強化皮膚「ロボフォーム」に火花を散らせるほどの威力がある。また驚異的な怪力を誇り、仮面ライダーV3とライダーマンが二人がかりで挑んでもあしらって見せた。さらに、目から放たれた金色の光を2本の角に集め、破壊光線に変えて発射する。
茂とひとみをRX打倒の人質として捕えようと動き、彼らを守ろうとした佐原夫妻を殺害する。駆けつけた仮面ライダーXと仮面ライダーアマゾンによって茂とひとみを光太郎のもとに送り届けられて人質作戦は失敗し、残った仮面ライダーV3とライダーマンを退け、佐原夫妻を殺された怒りに燃えるRXに戦いを挑んだ。当初は優位に立っていたが、バイオライダーのバイオブレードに左目を潰されたことで形勢を逆転され、RX必殺のリボルクラッシュを受ける。最期はジャーク将軍の姿に戻り、「いかにお前でもクライシス皇帝には勝てぬ」と言い残すと高笑いとともに爆死した。
- デザインは石ノ森章太郎が担当[9]。露出したメカ部分はケロイドをイメージしている[9]。

## 映画
『仮面ライダー世界に駆ける』
冒頭でRXの能力を下げ、仮面ライダーBLACKに戻す作戦を展開する。それには成功するが、別の時代から来たRXとロボライダー、バイオライダーにより、作戦は失敗してしまう。

『劇場版 仮面ライダーディケイド オールライダー対大ショッカー』
クライシス帝国の将軍。『RX』のジャーク将軍とは口元のデザインが異なる。また、ジャークミドラが使用した大剣とは、少しデザインが異なった大剣を持っている。声は加藤精三。
大ショッカーに招聘されて傘下に加わり、死神博士や地獄大使と共に軍団の中枢を成す三大幹部の1人となっている。ガニコウモル、スコーピオンロード、ロングホーンオルフェノクを連れ、先陣を切って戦う。得意の剣技で海東大樹と光夏海を追い詰めるが、仮面ライダーディケイドと戦闘となり、ディエンドのディメンションシュートで怪人3人と共に倒される。
漫画版では怪人軍団の一員として登場。

『オーズ・電王・オールライダー レッツゴー仮面ライダー』
ショッカーと結託した国連会議に参加するクライシス帝国大使として登場。暗黒結社ゴルゴムの代表で大使の大神官ダロム同様に人類滅亡が目的のため、優秀な人間をショッカーの怪人連合の一員として迎えるというショッカーに反発するが、GOD機関の代表として共に登場したアポロガイストとキングダークに大神官ダロムと共に諌められた後、ショッカー首領の世界征服の後でそれぞれの問題を解決する提案を受け入れる。支配下に置かれた1号、2号のダブルライダーとショッカーの怪人連合を倒すべく、人間たちが反旗を翻した際には、モモタケンを携えた仮面ライダーNEW電王と対決した。最後は岩石大首領が起こした地割れに飲み込まれた。
声は加藤精三、スーツアクターは藤榮史哉。

『仮面ライダー×スーパー戦隊 スーパーヒーロー大戦』
大ショッカーの大幹部として登場。仮面ライダー&スーパー戦隊と大ショッカー・大ザンギャック連合（ショッカー・ザンギャック連合）との最終決戦では、シャドームーンと共に仮面ライダーBLACKや光戦隊マスクマンと戦いを繰り広げるも、レッドマスク以外の4人が放ったメディテーションで動きを封じられ、宙に持ち上げられたところをレッドマスクの跳び蹴りとBLACKのライダーキックの同時攻撃で倒された。声は藤本たかひろ。

『平成ライダー対昭和ライダー 仮面ライダー大戦 feat.スーパー戦隊』
地下帝国バダンの幹部怪人として登場。戦闘員のチャップと共に行動し、門矢士と葵柊を襲撃するも、最期はBLACKとBLACK RXのダブルキックで倒された。声は石川英郎。

『スーパーヒーロー大戦GP 仮面ライダー3号』
ショッカーの怪人として登場。最終決戦においてBLACK RXと戦うも、リボルクラッシュで倒された。

## 漫画
『宇宙の11 仮面ライダー銀河大戦』
マーダー帝国に再生され、要塞の守備に就く。初めからジャークミドラの姿でスカイライダーと仮面ライダーZXの前に立ちはだかった。剣を「ミドラー剣」と呼んだ。

## ゲーム
『オール仮面ライダー ライダージェネレーション』
ステージ1‐2『戦いの荒野』の中ボスとして登場。杖を武器に雷を操る。直属の戦闘員はチャップ。

『ロストヒーローズ2』
クライス要塞でヒーローたちの拠点を叩こうとした後、自らの手でヒーローたちを倒そうとする。一度敗れると、クライシス皇帝に最後の力を与えられ、ジャークミドラとなって復活する。今際の際に原典と同じ台詞を残す。

## 仮面ライダーSD
グランショッカー八鬼衆の1人として登場。組織一の大軍勢、クライシス四軍団を統べる。チャックラムが上部にマウントされるポーター、クライシスキャリアを愛機とする。
漫画『仮面ライダーSD マイティライダーズ』
他の八鬼衆が失敗続きと聞いて、ちゃぶ台返しに及んだ。怪魔戦士を率いる戦略家であるが、自分もどこか抜けている部分がある。原典通りクライス要塞が拠点。

漫画『仮面ライダーSD 疾風伝説』
ジャーク四人衆（『RX』での四大隊長）とジャーク怪人軍団（怪魔戦士）を引き連れ、仮面ライダーと戦う。敗走後にジェネラルシャドウの秘密を知っていたため、口封じに殺されてしまう。

OVA『仮面ライダーSD 怪奇!?クモ男』
潔癖症とされており、ハエが顔に止まっただけで機関銃を乱射するほど激昂したせいで、2回ほどアジトを破壊してしまった。シャドームーンとは打倒BLACK RXを巡って犬猿の仲。直属の配下は蜘蛛男。声は青野武。

ゲーム『仮面ライダーSD グランショッカーの野望』
北海道エリアを大雪で閉ざす作戦を行う。配下の怪人はトドギラー、ロンリーウルフ、ベニザケ怪人、ウィル鬼。戦闘員はコンバットロイド。ライダーが大雪山に乗り込むと、クライシスキャリアでバイクに乗った骨戦闘員と共にレース勝負を行う。

## 『マスクド・ライダー』での翻案
『マスクド・ライダー』では、ドレゴン伯爵という名前で登場。ケン・リングが演じた。
なお、ジャークミドラはドレゴネーターという名前で登場し、ドレゴン伯爵のクローンという設定となっており、声は伯爵と同じくケン・リングが担当。